# Dichotomius bitiensis
Dichotomius bitiensis är en skalbaggsart som beskrevs av Gillet 1911. Dichotomius bitiensis ingår i släktet Dichotomius och familjen bladhorningar. Inga underarter finns listade i Catalogue of Life.